# Cyanotarus
Cyanotarus is een geslacht van kevers uit de familie van de loopkevers (Carabidae). De wetenschappelijke naam van het geslacht is voor het eerst geldig gepubliceerd in 1874 door Reed.

## Soorten
Het geslacht Cyanotarus omvat de volgende soorten:
- Cyanotarus andinus (germain, 1855)
- Cyanotarus foveolatus Chaudoir, 1876